# Терновский кратер
Терновский кратер (Терновская астроблема, Терновка) — глубоко эродированная метеоритная астроблема на Украине.
Расположен на территории Днепропетровской области, частично в Криворожском районе, частично в Терновском районе города Кривой Рог. Ударный кратер находится на разрабатываемом Первомайском месторождении Криворожского железорудного бассейна.

## Характеристика
Диаметр кратера составляет 11 км, глубина эрозии до 1 км. Возраст — 280 (±10) миллионов лет (пермский период). Покрыт толщей осадочных пород.
Находится в зоне пересечения трёх глубинных разломов — Девладовского, Восточно-Анновского и Восточного. В плане имеет амёбовидную форму. Центральная часть кратера — изометрической формы, имеет размеры от 200 до 650 м. В разных направлениях от неё расходятся, составленные брекчиями структуры, прослеживающиеся на 450—1500 м.
Основной элемент структуры — так называемая «брекчиевая трубка», в разрезе напоминающая перевёрнутый конус с углами падения стенок от 75 до 80° без чётких границ. Интенсивно измельчённые породы центральной части постепенно переходят в менее нарушенные, разбиты на большие по размерам блоки и глыбы, которые, в свою очередь, сменяются монолитными породами.